# 山愛
株式会社山愛（さんあい）は、東京都文京区に本社を持つ総合印刷会社、人材紹介会社・人材派遣会社。

## 概説
業界でいち早くISO、プライバシーマークを取得。
その他にも屋上緑化や、韓国企業との提携などを進め、度々紙面に取り上げられている。
人類学者の西江雅之を顧問に迎え、環境に配慮した素材、製法で試みた絵本、「ねこ と おと と こえ」をグループ会社であるパスクア出版より発行している。
また2008年には清水エスパルスのスポンサーとして参加しており、ユニフォームのパンツに社名を掲載している。
その後2010年には東京ヴェルディの株主として名乗りを上げ、チーム再建に携わっており、交流の深い佐藤康三デザインのTシャツを作成。
地域市民に向け、配布を実施した。
2014年、横浜F・マリノスオフィシャルクラブパートナー契約を発表。スポーツ事業への強化を図る。
総合印刷事業のほかにも、アスリートの引退後のキャリアをサポートする「キャリアサポート事業部」や、CSR活動の一環として日野原重明、髙木慶子、水谷修、岡田武史、清水俊彦、齋藤修二、柏木哲夫らを理事とした「一般社団法人グリーフケアパートナー」を設立。

## 沿革
- 1968年 山陽美術紙工（株）の営業部門として独立し神田佐久間町に本社を設立する。
- 1979年 特殊印刷専門の工場として山愛美術印刷（株）設立。
- 1981年 本社及び工場を東京都文京区に移転する。
- 1984年 化学成型品部門を強化し、美術工芸品にも進出する。
- 1986年 企画デザイン部門強化の為、企画室を設け専任スタッフを採用する。
- 1994年　ジョエル・ロブション（Joël Robuchon）氏の映像をまとめた「ロビュションの芸術」全5巻+別冊2巻を発行
- 1997年 Macintoshを導入し、専任スタッフを採用し、デジタル・プリプレス・サービスを発足。Macintoshを複数台置き、社内LANを構築する。
- 1999年7月 会社5ヶ年計画スタート。 益々混沌とする経済の中で、今が事業の転換期と位置付け積極経営を展開する。デジタルプリプレス部門設備を増強する。
- 同年 B全判出力可能とするイメージセッタを導入。 B全判フィルムの簡易校正用としてコンセンサスLを導入。高品質画像スキャニングが可能なドラムスキャナを導入。
- 2000年12月 ISO9001認証取得。
- 2001年7月 山陽美術紙工（株）との共同事業で埼玉県新座市に新工場完成。同時に第1期としてハイデルベルグ菊全4色機を導入。
- 2001年8月 CADシステム導入
- 2002年5月 埼玉工場にハイデルベルグ菊全２色機を導入。
- 2003年10月 プライバシーマーク認証取得。
- 2005年7月 新基幹システムSANAI-MULTI導入プロジェクト開始
- 2005年10月 山陽美術紙工株式会社、株式会社山愛に統合
- 2005年11月 プライバシーマーク更新（旧山陽美術紙工も含む全範囲）
- 2006年6月 埼玉工場にＣＴＰ導入
- 2007年6月 ISO14001認証取得